# Jan Henryk Dąbrowski
Jan Henryk Dąbrowski, født 29 august 1755 i Pierzchowice i Polen, død 6 juni 1818 i Winnogóra, Preussen, var en polsk general og nationalhelt.
Dąbrowski var 1771-92 i sachsisk militærtjeneste, og deltog 1792 i det polske militær. Han deltog i felttoget mod Rusland 1792 og i oprøret 1796. År 1796-1801 kæmpede han i fransk tjeneste i Italien, og blev 1802 divisionsgeneral i den Cisalpinske republiks tjeneste og senere hos kongen af Napoli. År 1806 vendte han tilbage til Polen og deltog som generalløjtnant med et polsk korps i Napoleons felttog 1807-13 og organiserede bl.a. opstanden i Storpolen (1806). Efter Józef Antoni Poniatowskis død blev han øverstbefalende over kejserens polske tropper. Returneret til Polen 1815, udnævntes han af Aleksandr 1. til polsk kavallerigeneral men trak sig 1816 tilbage til Winagóra i Posen, hvor han døde.
Han nævnes blandt andet i Polens nationalsang, Mazurek Dąbrowskiego, hvor han fremhæves som det polske folks leder.